# Horka (Saksonia)
Horka (górnołuż. Hórka; 1936–1947 Wehrkirch) – miejscowość i gmina w Niemczech, położona w kraju związkowym Saksonia, w okręgu administracyjnym Drezno, w powiecie Görlitz, w pobliżu granicy z Polską, wchodzi w skład związku gmin Weißer Schöps/Neiße.

## Dzielnice gminy
- Biehain
- Horka
- Mückenhain

## Historia
Osada zamieszkiwana przez Serbów łużyckich od średniowiecza. Najstarsza znana wzmianka o miejscowości pochodzi z 1305. Od 1319 w granicach piastowskiego księstwa jaworskiego, po czym jeszcze w XIV wieku przeszła we władanie Królestwa Czech, którego częścią pozostawała do 1635, gdy na mocy pokoju praskiego przeszła do Saksonii. Po kongresie wiedeńskim w 1815 weszła w skład Prus i włączona została do rejencji legnickiej prowincji Śląsk, wraz z którą z 1871 znalazła się w granicach Niemiec. W ramach rugowania nazw słowiańskich przez nazistowskie Niemcy w 1936 przemianowana na Wehrkirch. Historyczna nazwa została przywrócona w 1947.
17 kwietnia 1945 roku, w trakcie bitwy pod Budziszynem, wieś została zdobyta po ciężkiej walce przez żołnierzy polskich 8 DP i 9 DP, wspieranych przez czołgistów z 16 BPanc i dwóch brygad 1 KPanc (ich przeciwnikiem była Dywizja Grenadierów Pancernych „Brandenburg”). Horki nie należy przy tym utożsamiać z inną miejscowością o tej nazwie, położoną nieopodal Crostwitz, gdzie 26 kwietnia 1945 roku Niemcy dokonali masakry polskiej kolumny sanitarnej, mordując do 300 rannych i członków personelu medycznego.
W 2015 rozebrano zabytkową wieżę ciśnień.

## Zabytki
- kościół ewangelicki (początkowo katolicki) zbudowany na pocz. XIII wieku w stylu romańsko-gotyckim, z murem obronnym
- dwór z zabudowaniami gospodarczymi
- plebania
- budynek dworca kolejowego z XIX w.
- dom drożnika z ok. 1900 r.

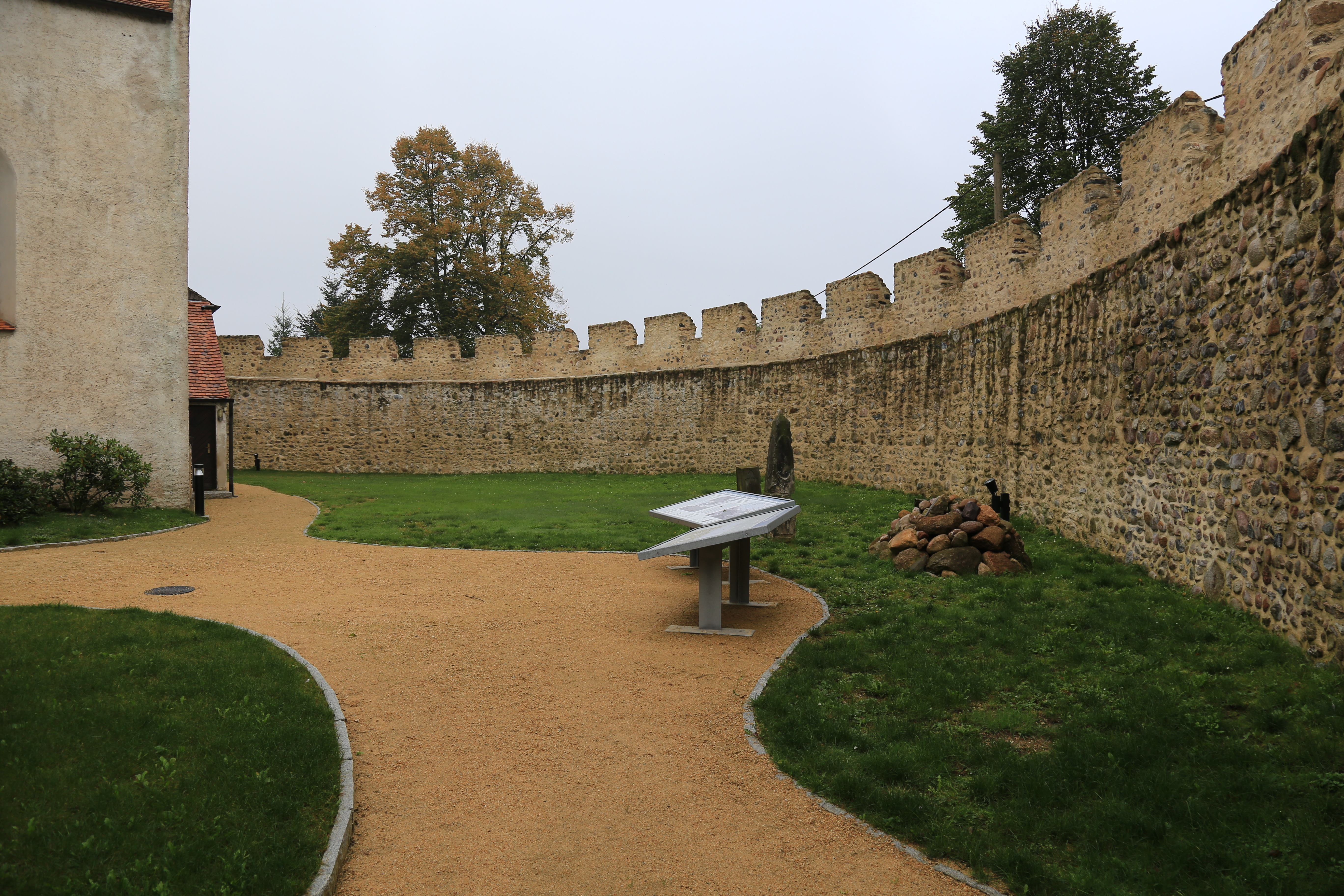
Mur obronny wokół kościoła
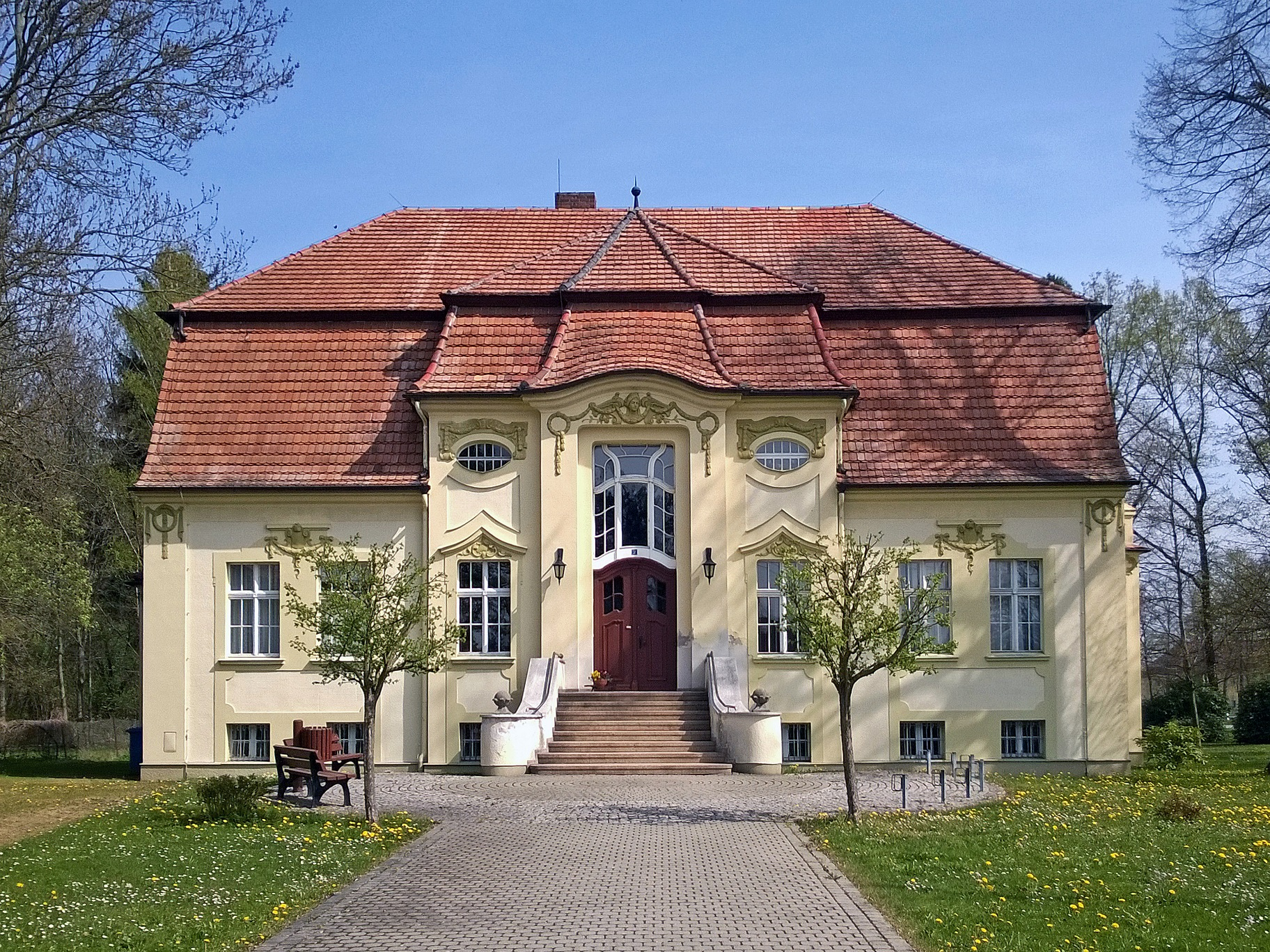
Dwór
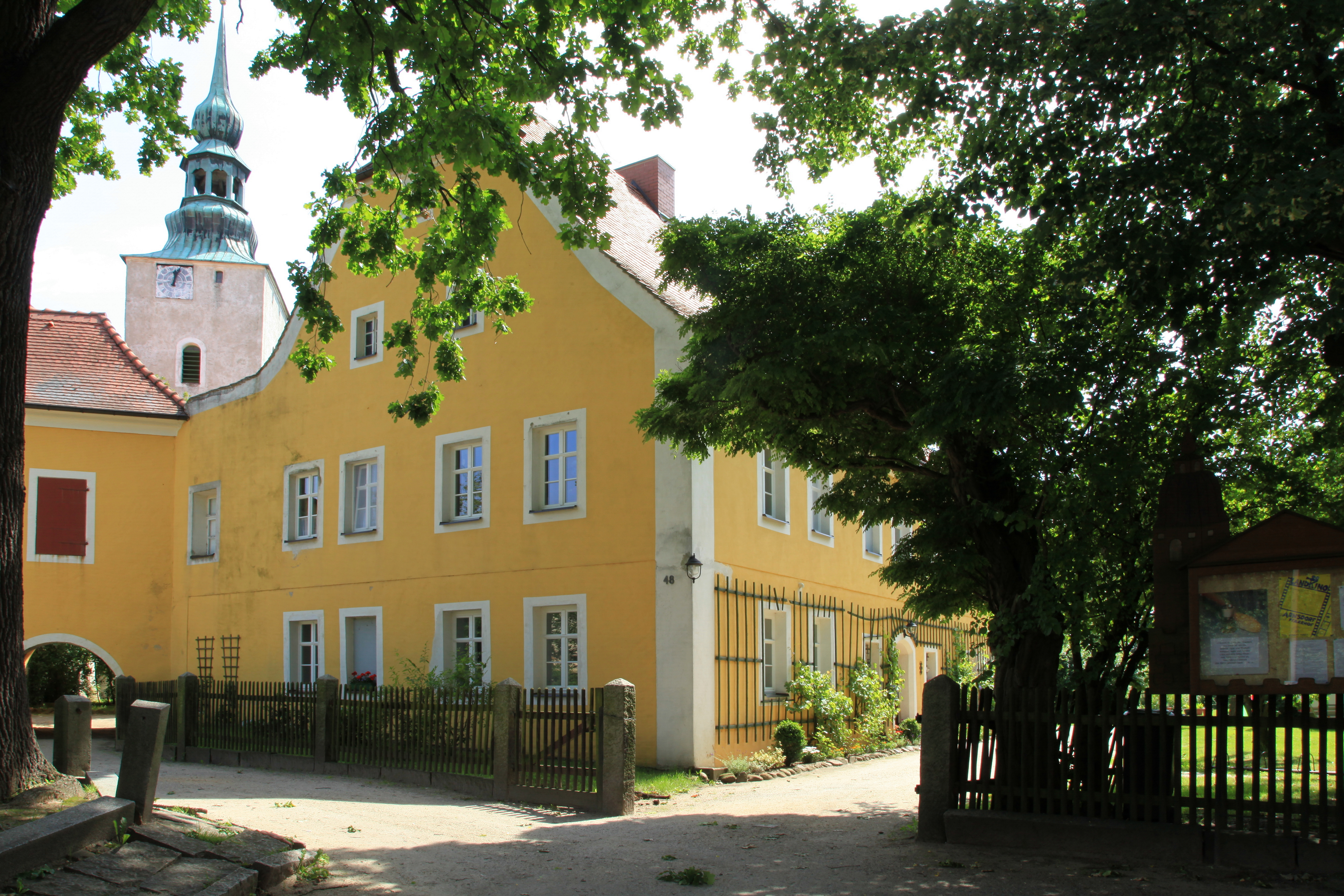
Plebania
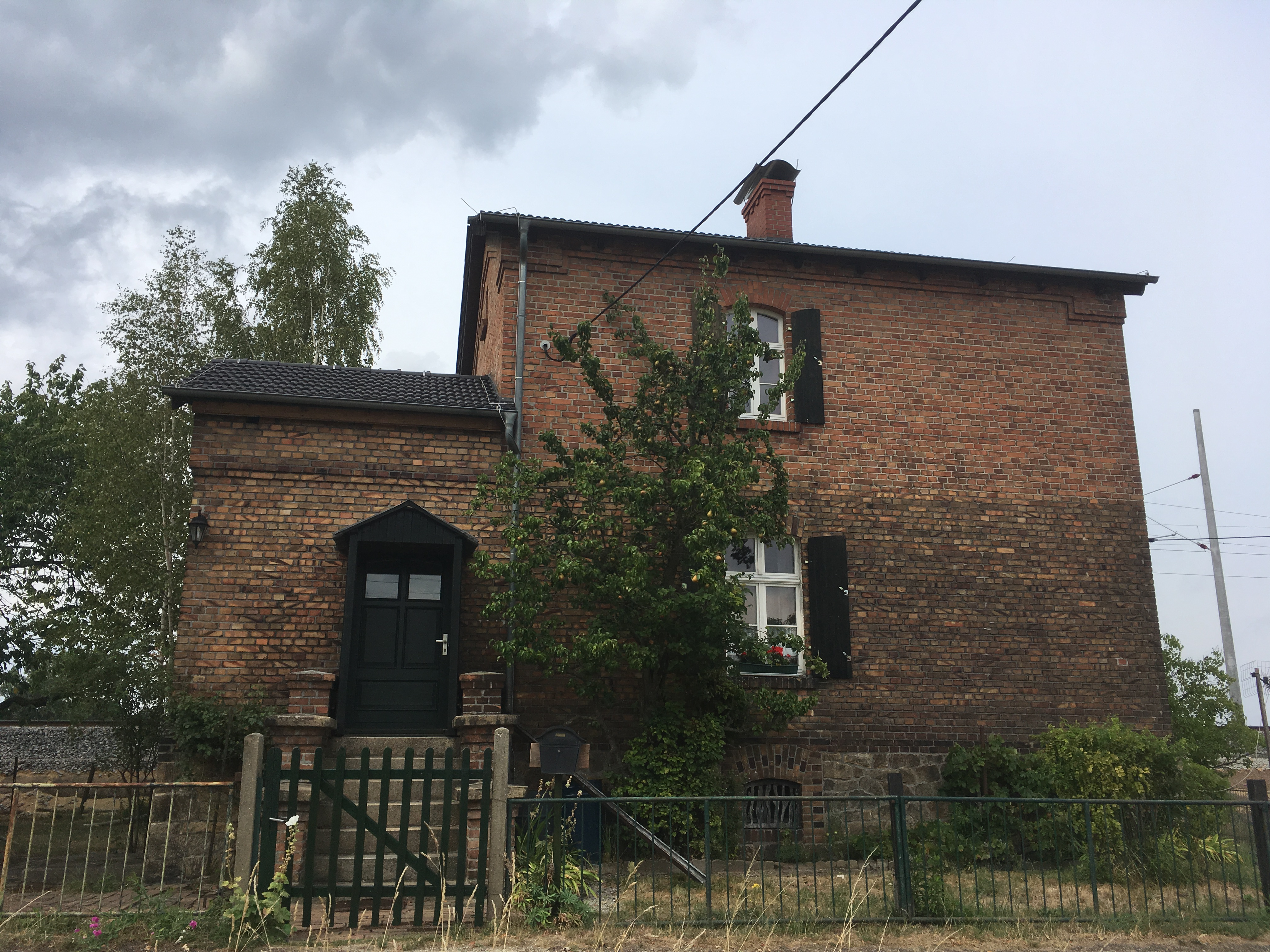
Dom drożnika

## Transport
We wsi krzyżują się dwie linie kolejowe Węgliniec – Roßlau i Berlin – Görlitz. Pomimo znajdującej się tu stacji kolejowej, przejeżdżające pociągi relacji Görlitz – Niska – Hoyerswerda nie zatrzymują się tutaj. Ponadto na południe od gminy przebiega autostrada A4, która prowadzi do granicy z Polską w Jędrzychowicach k. Zgorzelca, gdzie łączy się z polską autostradą A4.